# フェノミナン
『フェノミナン』(Phenomenon) は、1996年に公開されたファンタジー恋愛映画。日本のキャッチコピーは「人生には、説明できない不思議がある」。
ジョン・タートルトーブの監督でジョン・トラボルタが主演し、サクラメント、ソノマ郡、トレジャー島などのカリフォルニア州北部で撮影した。
エリック・クラプトンとベイビーフェイスが歌う劇中歌「チェンジ・ザ・ワールド」が有名である。

## ストーリー
小さな田舎町で平凡な男ジョージが暮らしていた。37歳の誕生日を迎えた夜に、謎の閃光を目撃して不思議な力と天才的な頭脳を得て、生活は一変する。それまで平凡で優秀さがないと街の人々から評されていたが、何かを発明すれば高評価で、無線を調整すればFBIが駆け付けるなど、ずば抜けた能力を発揮して世間を驚かせ、その頭脳を研究材料にしようと国家の機密医療施設でモルモットとして協力を要請される。天才的頭脳は彼の寿命を縮めるもので、加速して消えゆく命が途絶える前に、好きな女性へ想いを残すと決める。
ジョージ・マレー
演 - ジョン・トラボルタ
田舎に住む男。自動車修理工場を営む。謎の閃光を浴びて天才的な頭脳を得る。
レイス・ペンナミン
演 - キーラ・セジウィック
ジョージが思いを寄せる女性。二人の子供を持つシングルマザー。
ネイト・ポープ
演 - フォレスト・ウィテカー
ジョージの親友。無線オタク。
ブランデー
演 - ロバート・デュヴァル
先生。ジョージとチェスをして悉く負ける。
ジョン・リンゴールド
演 - ジェフリー・デマン
博士。
ウェリン
演 - リチャード・カイリー
医師。
ボブ
演 - ブレント・スパイナー
医師。
ジャック・ハッチ
演 - ブルース・A・ヤング
捜査官。
アル・ペンナミン
演 - デヴィッド・ギャラガー
レイスの息子。
グローリー・ペンナミン
演 - アシュリー・ブチーレ
レイスの娘。
ティト
演 - トニー・ジェナロ
スペイン人。ジョージに雇ってもらう。

## キャスト
| 役名                     | 俳優                   | 日本語吹替 |
| ------------------------ | ---------------------- | ---------- |
| ジョージ・マレー         | ジョン・トラボルタ     | 牛山茂     |
| レイス・ペンナミン       | キーラ・セジウィック   | 土井美加   |
| ネイト・ポープ           | フォレスト・ウィテカー | 堀内賢雄   |
| ブランデー先生           | ロバート・デュヴァル   | 佐々木勝彦 |
| ジョン・リンゴールド博士 | ジェフリー・デマン     | 納谷六朗   |
| ウェリン医師             | リチャード・カイリー   | 藤本譲     |
| ボブ医師                 | ブレント・スパイナー   | 梅津秀行   |
| ジャック・ハッチ捜査官   | ブルース・A・ヤング    | 水野龍司   |
| アル・ペンナミン         | デヴィッド・ギャラガー | 田中恭兵   |
| グローリー・ペンナミン   | アシュリー・ブチーレ   | 足助美岐子 |
| ティト                   | トニー・ジェナロ       | 西村知道   |
| ベインズ                 | ショーン・オブライアン | 後藤敦     |
| ロジャー                 | トロイ・エヴァンス     | 峰恵研     |
| ボニー                   | エレン・ギアー         | 火野カチ子 |
| ジミー                   | マイケル・ミルホーン   | 神谷和夫   |

## フェノミナン2
2003年11月1日、テレビ映画として『フェノミナン2』が米・ABCで放映された。監督はケン・オリンが務め、クリストファー・シャイアー、テリー・オクィン、ジル・クレイバーグらが出演。日本でも2005年以降、WOWOWでたびたび放映されている。
続編映画として宣伝されていた『フェノミナン2』だったが、実質的な内容は『フェノミナン』のリメイク作品であり、そこへ新たな登場人物やアメリカ国家安全保障局も巻き込むといったストーリーが加えられている。また結末は暗にテレビシリーズ化へ向けたパイロット版という面を色濃くを示していたものの、シリーズ化の実現は未だされていない。